# مسجد ديراجا تيلوك بلانغه
مسجد ديراجا تيلوك بلانغه (بالإنجليزية: Masjid Diraja Teluk Blangah ) هو مسجد في تيلوك بلانغه في سنغافورة، يقع المسجد بالقرب من ضريح جوهور الملكي، يبقى المسجد والضريح تحت سيادة ماليزيا ويدار من قبل قسم جوهور الديني.